# Кортине
Кортине (на словенски: Kortine) е село в Словения, Обално-крашки регион, община Копер. Според Националната статистическа служба на Република Словения през 2002 г. селото има 84 жители.